# Lori rudopáskový
Lori rudopáskový (Trichoglossus rubritorquis) je druh papouška žijící v zalesněných oblastech severní Austrálie. Někdy je považován za poddruh loriho mnohobarvého (Trichoglossus haematodus), ale v současnosti je ve většině taxonomických systémů považován za samostatný druh. Od loriho mnohobarvého se liší oranžovo-červeným pruhem na týlu. Dosahuje délky 26 cm.

## Chov
Místy je tento papoušek velice hojný a v turistických oblastech se stal oblíbenou atrakcí. Každé dvě hodiny se na vyhrazeném místě loriům předkládá potrava a papoušci se sem pravidelně sletují z celého širokého okolí po tisících. Dokonce zkrotli tak, že sedají turistům na ramena nebo na ruce a dávají se jimi krmit i fotografovat. Odchov se podařil v r. 1910 v Londýně a později ve Francii, Austrálii, Belgii, USA a v Holandsku, většinou v zoologických zahradách.

## Život zvířete
Lori rudopáskový se živí pylem, nektarem z květů, šťávou z ovoce, drobnými semeny a hmyzem. Samice snáší do stromové dutiny dvě až tři vejce, na nichž sedí 25 dní. Mláďata hnízdo opouštějí po dvou měsících.